# Wc (Unix)
wc (zkratka anglického word count) je jeden ze standardních příkazů operačních systémů un*xového typu.

## Funkce
Příkaz načítá text buď ze standardního vstupu nebo ze seznamu zadaných souborů a jako výstup poskytuje některé z těchto informací: počet bytů, počet slov a počet řádek (přesněji řečeno počet znaků ukončujících řádek). Pokud je příkaz aplikován na seznam souborů, je na výstupu také souhrnná statistika pro všechny soubory celkem.
Příklad použití příkazu wc:
```
 $ 
wc
 
ideas.txt
 
excerpt.txt
 

      40     149     947 ideas.txt

    2294   16638   97724 excerpt.txt

    2334   16787   98671 total

```

První sloupec uvádí počet řádek, druhý počet slov a třetí počet znaků.
Novější verze příkazu wc jsou schopné rozlišovat počet bytů a počet znaků. Rozdíl pramení z použití kódování Unicode kde je řada znaků s diakritikou reprezentována dvěma byty. K tomuto odlišení slouží přepínače -c a -m.
GNU wc byl původně součástí balíčku GNU textutils, v současnosti je součástí GNU coreutils.

## Použití
Volby:
- -l : vytiskne počet řádek
- -c : vytiskne počet bytů
- -m : vytiskne počet znaků
- -L : vytiskne délku nejdelší řádky (non-POSIX)
- -w : vytiskne počet slov